# Bizcity.ro
Bizcity.ro este un cotidian online de business din România, deținut de compania media iMedia.